# Kyselina 3-hydroxypikolinová
Kyselina 3-hydroxypikolinová je organická sloučenina, derivát kyseliny pikolinové. Používá se jako matrice při analýze nukleotidů pomocí MALDI hmotnostní spektrometrie.